# Carlo Emilio Bonferroni
Carlo Emilio Bonferroni (28 de enero de 1892-18 de agosto de 1960) fue un matemático italiano que trabajó en la teoría de la probabilidad. Él es conocido por las desigualdades de Bonferroni y la corrección de Bonferroni, que no inventó, pero que está relacionada con las desigualdades de Bonferroni.
Bonferroni nació en Bérgamo, Italia. Estudió piano y dirección de orquesta en el Conservatorio de Turín. Fue profesor asistente en el Politécnico de Turín.
Discutió por primera vez el concepto de desigualdades de Bonferroni en su artículo de 1935 "Il calcolo delle assicurazioni su gruppi di teste".